# Abraham Storck
Abraham Storck (Amsterdam, 1644 – Amsterdam, 1700) è stato un pittore e incisore olandese.

## Biografia

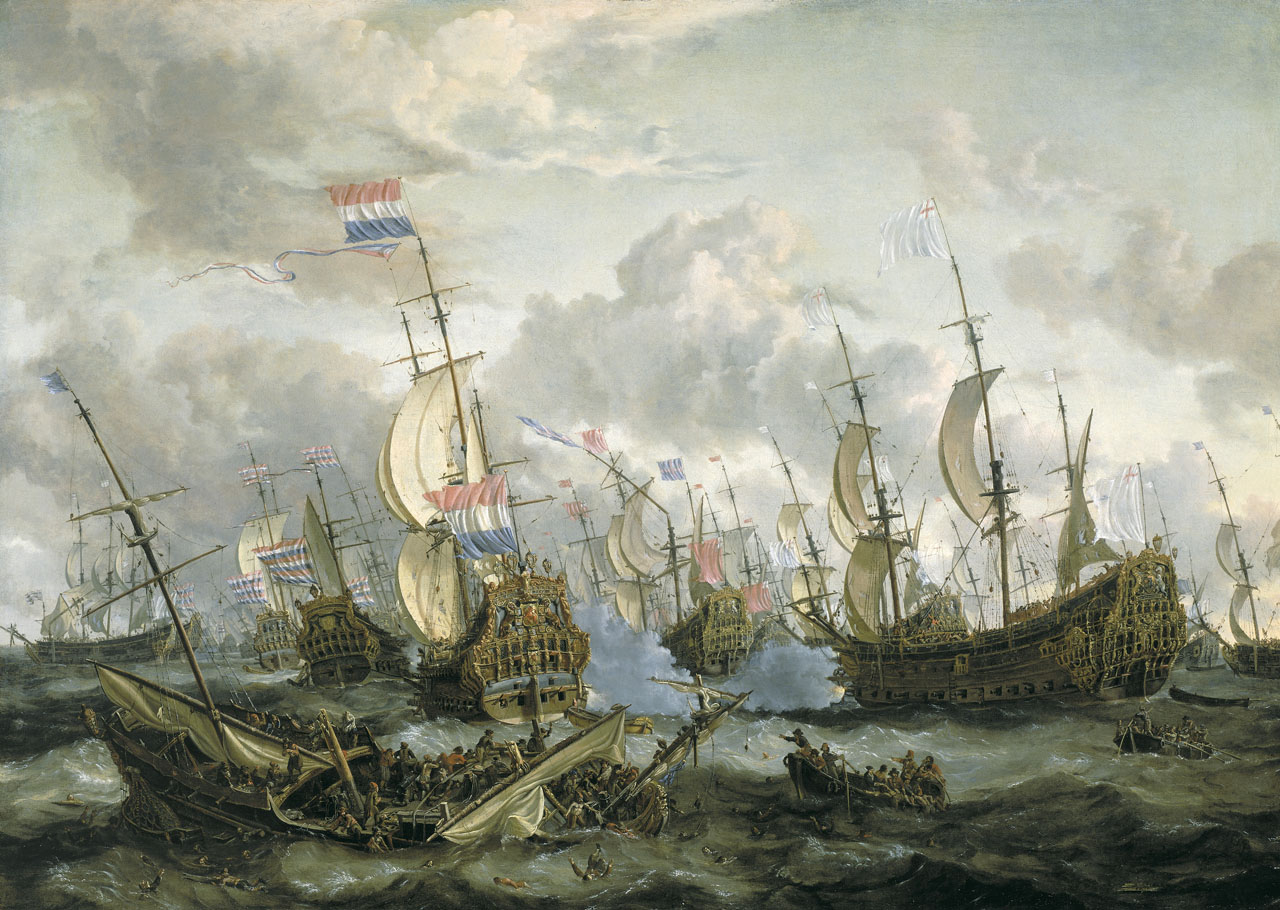
La Battaglia dei quattro giorni, National Maritime Museum, Greenwich, 1666

Storck fu battezzato il 17 aprile 1644  nella chiesa protestante di Noorderkerk, nel quartiere di Jordaan. Suo padre era il pittore Jan Jansz Sturck (anche Johannes Storck) (1603-1673), originario di Wesel; sua madre era Teuntje (Apollonia) Jacobs. La coppia si era sposata nel 1628 e aveva altri due figli maschi, anch'essi pittori che usavano il nome Sturckenburch fino al 1688 circa, dopo di che iniziarono a chiamarsi Storck o Sturck. È probabile che si formassero tutti con il padre nella bottega di famiglia e aderissero alla locale Corporazione di San Luca, altrimenti sarebbe stato impossibile vendere qualsiasi dipinto.
Verso il 1666 Storck aprì la sua bottega, dove realizzava scene navali e portuali, nonché dipinti di paesaggi e vedute urbane. Nel 1670 si trasferì con suo fratello Jacob in Germania. Nel 1694, all'età di 49 anni, sposò la vedova Neeltje Pieters van Meyservelt. Negli ultimi anni tornò a Kattenburg, vicino al porto.

## Opere

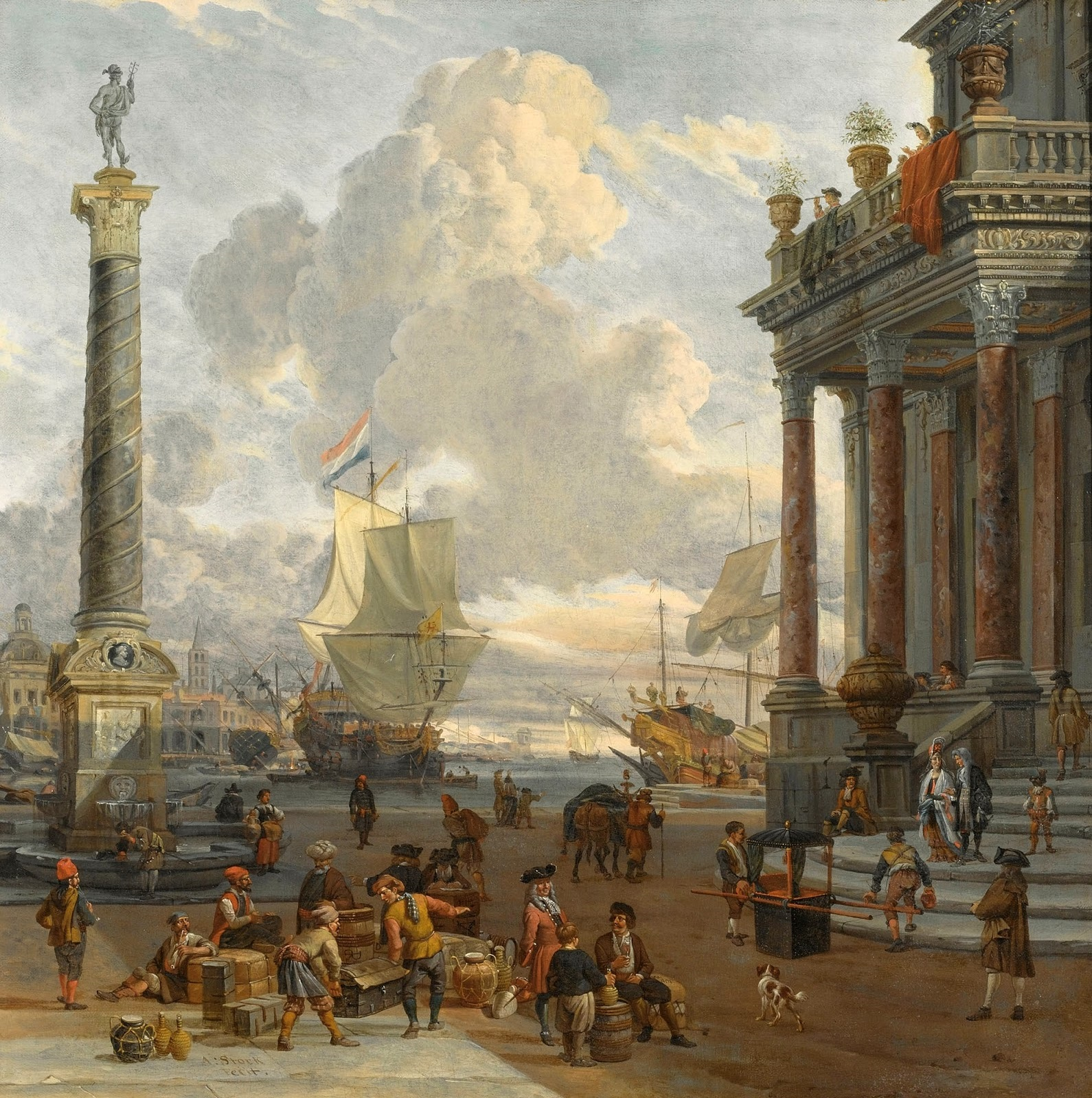
Veduta di un porto, Collezione privata

Stork è ricordato principalmente perché dipinse con precisione topografica e finezza cromatica marine e vedute fluviali olandesi e vedute italiane di fantasia. Le scene marine sono state influenzate principalmente da Willem van de Velde il Vecchio, Willem van de Velde il Giovane, Ludolf Bakhuizen e Jan Abrahamsz Beerstraaten. Descrisse l'attrezzatura delle navi e i dettagli tecnici con notevole precisione, il che probabilmente dimostra l'influenza dei van de Veldes. Le sue vedute dei porti olandesi e dei fiumi spesso includono aspetti ricreativi e cerimoniali della navigazione; prestò particolare attenzione all'esposizione delle imbarcazioni da diporto, ai raduni cerimoniali delle navi, ai passeggeri e agli astanti.
Influenzato da Jan Baptist Weenix, produsse vedute fantastiche dei porti del Mediterraneo, che piazzano le navi mercantili in mezzo a rovine architettoniche, raffigurate nei colori cristallini dell'arte italiana del periodo. Questo tipo di scena anticipava il popolare capriccio italiano del XVIII secolo.
Dipinse alcune scene invernali, che si ispirano all'esempio di Jan Abrahamsz Beerstraaten e di suo figlio Abraham Beerstraaten, inoltre anche un autoritratto e alcune allegorie.